# Torenia fournieri
Torenia fournieri är en tvåhjärtbladig växtart som beskrevs av Jean Jules Linden och Eugène Pierre Nicolas Fournier. Torenia fournieri ingår i släktet Torenia och familjen Linderniaceae. Inga underarter finns listade i Catalogue of Life.